# がん登録
がん登録（がんとうろく）とは、がんの診断、治療、経過などに関する情報を集め、保管、整理解析する仕組みのことである。

## 概要
国や地域のがん対策を立案・評価するためには、毎年どのぐらいの人ががんで亡くなっているのか（死亡数）、毎年どのくらいの数のがんが新たに診断されているか（罹患数）、がんと診断された人がその後どのくらいの割合で生存しているか（生存率）といったがんの統計情報が非常に重要となる。がん登録には大きく分けて３つの種類があり、都道府県ごとにデータを集める地域がん登録、病院ごとにデータを集める院内がん登録、各学会が専門とするがんの情報を集める臓器がん登録がある。なお、2016年1月からは地域がん登録に代わり、がん登録推進法のもと国の事業として全国がん登録が開始されるとともに、従来の院内がん登録も、法律上の明確な位置づけがなされた。

## 歴史
- 1951年東北大学の瀬木三雄教授が宮城県を対象として「地域がん登録」を開始し、1954年に初めて地域がん罹患率を報告[2]
- 1957年に広島で、1958年に長崎でそれぞれ市民を対象とした腫瘍・組織登録を実施
- 1962年には愛知県と大阪府でも実施され、その後も増えて14県2市に
- 1970年臓器がん登録が「胃がん全国集計による治療成績の統計的評価とその治療への応用に関する研究」として開始される[3]
- 1983年老人保健法による補助金支給開始、この前後に地域がん登録を実施する自治体が急増
- 1992年地域がん登録全国協議会創設
- 1998年がん検診が一般財源化されたことに伴い補助金廃止
- 2006年にがん対策基本法成立、がん対策推進基本計画を受けて重点的に取り組む課題として位置づけられる
- 2013年にがん登録推進法が成立
- 2016年にがん登録推進法が施行され、全国がん登録が開始される

## 地域がん登録

### 地域がん登録とは
地域がん登録は主に都道府県を主体として運営されている。各種のがんについて医療機関から集められた情報に基づき、がんの実態、がんの治療成績、がん検診の有効性を把握することでがん対策の企画と評価に役立てられてきただけでなく、がん予防の研究にも活用されていた。

### 全国がん罹患モニタリング事業とは
この事業は、厚生労働省の研究班が地域がん登録事業実施県全てにデータ提出を依頼し、精度基準を達成した県のデータを用いて全国のがん罹患推計を実施するというもので、2003年集計から実施され、2012年からは全都道府県が参加している。これにより、全国のがんの実態把握がある程度は可能となった。

### 地域がん登録の課題
以上のような事業により全国規模でがんの実態がある程度は把握できるようになったものの、
- 医療機関からの情報は自主的に協力してもらえる施設・医師からの提供であり全ての病院等から集まるわけではないこと
- 都道府県ごとにデータを収集していたため、県外で診断治療を受けた場合や他県に移動した人の場合には正確なデータが集まらないこと
- 都道府県により登録方法も異なるため比較がしにくいこと

などの課題があった。

## 全国がん登録

### 全国がん登録とは
以上のような地域がん登録の問題点を受けて、新たに始まったのが全国がん登録である。全国がん登録は日本でがんと診断された全ての人のデータを国で１つにまとめて集計・分析・管理する新しい仕組みであり、2016年1月から始まった。
この制度の開始により、病院によるがん登録が義務となり、居住地域にかかわらず全国どこの医療機関で診断を受けたとしてもがんと診断された人のデータは都道府県に設置されたがん登録室を通じて集められ、国立がん研究センターが管理するデータベースで一元管理されることになる。

### 全国がん登録の意義
日本人の２～３人に１人はがんになるという現代においてがん対策を効果的に進めるためには、がんに関する実態の正確な把握が不可欠である。
2016年以前においては、「院内がん登録」制度により医療機関ごとにデータが集められ、それにより都道府県に提供されたデータは「地域がん登録」制度により収集されることで、わが国におけるがんの状況が把握されていた。
しかしながら、地域がん登録の項にあるような課題により正確ながんのデータの収集が難しかったため、「全国がん登録」制度という新しい仕組みが必要となっていた。
がんの実態を正確に知ることができれば、各都道府県にどれだけの拠点病院を設置すればよいのか、どんながんを治療できる医師が必要なのか、どの年代の人にがん検診を実施するのが効率的か、などの計画や対策を立てやすくなる。また、どんな治療でどのくらいの効果があるのかなどの治療に関する統計情報も得ることができるため、治療方針決定においても重要な情報にもなるなど、いろいろな場面で役立つことが期待されている。

### 全国がん登録の集計報告
2019年になって、2016年の1年間のがんに関する全国がん登録報告書が発行された。ここでは、上皮内癌を除く全がんの罹患数が99万5131例と報告されている。この数は、2015年の地域がん登録による推計罹患数90万3,914例に比較すると大幅増となっているが、おそらく地域がん登録が過小評価であったことに加えて、届出の義務化が開始されるという制度の不連続に起因する過大評価の可能性も考えられている。制度の不連続は数年の経過で解消され安定した統計が発行されていくことが期待される。

## 院内がん登録
院内がん登録とは、病院で診断・治療された全ての患者さんのがんについての情報を病院全体で集め、その病院のがん治療がどのように行われているかを明らかにする調査である。この調査を全国の病院が同じ方法で行うことで、情報を比較し病院ごとの特徴や問題点が明らかになると期待されている。
具体的には、病院ごとに、がん検診で見つかるのか他の病気でかかっているうちに発見されるのかなどの受診までの経過の違いや、がんの種類ごとにどのような処置や手術が行われているのかなどの治療法の違いがわかるようになる。調査が精密で正確になれば、治療成績の差などの要因を分析することも可能になる可能性がある。
集計の対象となる病院は、全国のがん診療連携拠点病院と、2011年からは都道府県から推薦された施設などからもデータの提供がされており、がん診療連携拠点病院等院内がん登録全国集計として毎年報告書が報告されている。報告書では施設別の症例数が掲載され、最新の報告書は、国立がん研究センターが運営するがん情報サービスHPにおいてみることができる。
さらに、がん診療連携拠点病院の院内がん登録による5年相対生存率も集計されている。これは、全国のがん診療連携拠点病院のがん登録について、治癒の目安とされる5年経過したときのステージ別相対生存率を都道府県別に集計し、全がんおよび主要5部位(胃、大腸、肝臓、肺、乳房)の結果を報告書にまとめたものである。これも、がん情報サービスHPで閲覧が可能である。
院内がん登録は、全国規模で行われてきたがん登録として、様々な活用がなされている。例えば、患者が自分のがんで受診する病院を探したい、ということがあれば、国立がん研究センターがん対策情報センターの電話相談「がん情報サービスサポートセンター」では、院内がん登録のデータベースを検索することで、実績のある病院を案内してくれる。もっとも、データは必然的に過去の診療実績となることから、現在の状況が異なる可能性などには注意する必要がある。

## 臓器がん登録
各がんの専門学会等が主体となって臓器別のがんに関するデータを収集したもので、がんの臨床的特長と進行度の正確な把握に基づく適切な病期分類、診断、治療方針等を検討することを目的としている。詳しくは各学会のHPを参照。